# Jimmie Vaughan
Pour les articles homonymes, voir Vaughan.
Jimmie Vaughan, né James Lawrence Vaughan le 20 mars 1951 à Dallas (Texas), est un guitariste et chanteur de blues rock américain. Il est le frère ainé du guitariste Stevie Ray Vaughan.

## Biographie
Le jeu de Jimmie Vaughan est très largement influencé par les trois « King » du blues: BB King, Albert King et plus particulièrement par le dernier, Freddie King qui lui a donné des conseils personnels.
De 1976 à 1989, Jimmie Vaughan fut membre du groupe The Fabulous Thunderbirds.

## Discographie
Avec les Fabulous Thunderbirds
- 1979 : The Fabulous Thunderbirds
- 1980 : What's the Word
- 1981 : Butt Rockin'
- 1982 : T-Bird Rhythm
- 1986 : Tuff Enuff
- 1987 : Hot number
- 1989 : Powerful Stuff
- 2013 : On the Verge

Vaughan Brothers
- 1990 : Family Style

Carrière solo
- 1994 : Strange Pleasure
- 1998 : Out There
- 2001 : Do You Get the Blues?

## Récompenses
Grammys
- 1990 Contemporary Blues Recording: Family Style with Stevie Ray Vaughan
- 1990 Rock Instrumental Performance: "D/FW" with Stevie Ray Vaughan
- 1996 Rock Instrumental Performance: "SRV Shuffle" with Eric Clapton, Bonnie Raitt, Robert Cray, B.B. King, Buddy Guy, Dr. John, and Art Neville
- 2001 Traditional Blues Album: Do You Get the Blues?